# 角田美保
角田 美保（つのだ みほ、本名：水野 美保（みずの みほ）、旧姓：角田、1969年7月10日 - ）は、日本のフリーアナウンサー。ボイスアルファ所属。神奈川県横浜市出身。法政大学女子高等学校、法政大学卒業。

## 来歴
大学卒業後、1992年に中部日本放送（CBC）に、アナウンサーとして入社。同期に中西直輝、森合康行、小高直子、原元美紀などがいる。
1995年3月に、中部日本放送を退社し、フリーランスへ転向。同年4月からはTBSの『あなたにオンタイム』で、天気予報を担当していた。その後、結婚を機に活動拠点を、静岡県へと移した。

## 過去の担当番組

### 中部日本放送（CBC）時代
- ミックスパイください（中継コーナー『Doki Doki 宝島』担当）
- 興味のルツボ 〜ウィークエンドDADADA〜（ナレーター）
- VIVA!ドラゴンズ
- レギュラー満タン!ラジオジャンクション（パーソナリティ）
- ほか

### フリー転向後
- あなたにオンタイム（TBS、気象情報担当）
- わいわいティータイム（TBS）
- スーパーモーニング（テレビ朝日）
- サイエンスアイ（NHK教育テレビ）
- HAMA大国（テレビ神奈川）
- そこ知り2000! （静岡放送）
- ぶらっとしずおか連れてっテレビ（静岡放送）
- 日本全国けんこう巡りあい（静岡第一テレビ）
- とびっきり!しずおか（静岡朝日テレビ）
- 真夜中のつぼ（静岡朝日テレビ）
- スポーツパラダイス（静岡朝日テレビ）
- 小西克哉のなんだ? なんだ! （文化放送）
- 猛烈昼下がりアッパレ!ハレハレ（SBSラジオ、パーソナリティ）
- GOGOワイド くんちゃんのらぶらじ（2007年4月 - 2007年9月29日、SBSラジオ、パーソナリティ）
- 満開ラジオ樹根爛漫（2021年3月13日 - SBSラジオ、パーソナリティ）
- いい伊豆みつけた（伊豆急ケーブルネットワーク） -  レポーター[1]
- ほか